# Saint-Hippolyte (Alto Rin)
Saint-Hippolyte (Sankt Pilt en alemán) es una localidad y comuna francesa, situada en el departamento de Alto Rin, en la región de Alsacia.

## Demografía
| 1 140 | 1 172 | 1 191 | 1 154 | 1 078 | 1 060 |
| Para los censos de 1962 a 1999 la población legal corresponde a la población sin duplicidades (Fuente: INSEE [Consultar]) |       |       |       |       |       |